# The Tourists (gruppo musicale)
The Tourists sono stati un gruppo musicale britannico attivo nella seconda metà degli anni settanta formato da Peet Coombes, Annie Lennox, David A. Stewart, Eddie Chin e Jim Toomey.

## Storia
Furono inizialmente attivi, dal 1975 al 1977, con il nome di "The Catch".
In totale il gruppo pubblicò 3 album in studio: The Tourists (1978), Reality Effect (1979) e Luminous Basement (1980).
Tra i singoli di maggiore successo figura la cover del brano di Dusty Springfield I Only Want to Be with You.
I The Tourists si sciolsero nel 1980, quando la Lennox e Stewart uscirono dal gruppo per formare gli Eurythmics.

## Formazione
- Peet Coombes: voce, chitarra
- Annie Lennox: voce, tastiere
- David A. Stewart: chitarra
- Eddie Chin: basso
- Jim Toomey: batteria

## Discografia

### Album
- 1978 - The Tourists
- 1979 - Reality Effect
- 1980 - Luminous Basement

### Raccolte
- 1984 - Should Have Been Greatest Hits

### Singoli
- 1977 - Black Blood come The Catch
- 1979 - Blind Among the Flowers
- 1979 - So Good to Be Back Home Again
- 1979 - The Loneliest Man in the World
- 1979 - I Only Want to Be with You
- 1980 - Don't Say I Told You So
- 1980 - From the Middle Room/Into the Future
- 1980 - So Good To Be Back Home Again (Que bueno es volver a casa)